# Бокель (футбольний клуб)
ФК «Бокель»  (чорн. FK Bokelj Kotor, ФК Бокељ Котор) — чорногорський футбольний клуб з міста Котор. Виступає у Першій лізі чемпіонату Чорногорії. Заснований 1922 року. Домашні матчі проводить на стадіоні «Под Врмцем».

## Історія
Клуб заснований 30 липня 1922 року під назвою ФК «Пріморац». Згодом, 1926 року, у Которі був заснований клуб «Бокель». Обидва клуби об'єдналися 1931 року під назвою «Югословен». Після Другої Світової війни клуб повернув назву «Бокель».
За часів СФРЮ виступав у Третій лізі чемпіонату Югославії та Четвертій лізі «Чорногорія». У чемпіонатах Союзної республіки Югославії та Сербії і Чорногорії грав у Другій лізі.
Перший незалежний чемпіонат Чорногорії розпочав у Другій лізі. П'ять разів брав участь у розіграші Першої ліги (сезони 2007/08, 2011/12, 2014/15, 2015/16, 2016/17). За підсумками сезону 2015/16 вперше здобув право на виступи у Єврокубках.
| Сезон   | Ліга       | Місце |
| ------- | ---------- | ----- |
| 2006-07 | Друга ліга | 2     |
| 2007-08 | Перша ліга | 10    |
| 2008-09 | Друга ліга | 6     |
| 2009-10 | Друга ліга | 4     |
| 2010-11 | Друга ліга | 1     |
| 2011-12 | Перша ліга | 12    |
| 2012-13 | Друга ліга | 2     |
| 2013-14 | Друга ліга | 1     |
| 2014-15 | Перша ліга | 8     |
| 2015-16 | Перша ліга | 4     |

## Виступи в Єврокубках
| Ліга Європи | Ліга Європи   | Ліга Європи   | Ліга Європи | Ліга Європи   | Ліга Європи | Ліга Європи |
| Сезон       | Етап          | Перша команда | Заг.        | Друга команда | 1-й матч    | 2-й матч    |
| ----------- | ------------- | ------------- | ----------- | ------------- | ----------- | ----------- |
| 2016/17     | 1-й кв. раунд | «Бокель»      | 1:6         | «Воєводина»   | 1:1         | 0:5         |